# Moderne theologie
De moderne theologie is een richting in de wetenschappelijke bestudering van theologische vraagstukken. Het wordt overwegend onafhankelijk van enig kerkgenootschap beoefend aan westerse universiteiten, zodat sommigen het omschrijven als de 'westerse academische theologie'. Van oudsher staat de openbaring (vooral in de vorm van de Bijbel) in de theologie in het middelpunt. Voor de moderne theologie is de openbaring echter goeddeels vervangen door de rede. Slechts datgene wat niet in strijd is met de rede heeft voor een modern theoloog betekenis.  
De moderne theologie houdt, in tegenstelling tot bijvoorbeeld de klassieke en de gereformeerde theologie in de theologische doordenking van religieuze vraagstukken, nadrukkelijk rekening met de huidige stand van de diverse voor het theologisch onderzoek belangrijke wetenschappen zoals literaire analyse, redactie-analyse van de theologieën van individuele schrijvers en sociologische analyse van de context. Het wonder heeft in de moderne theologie een geringe plaats, omdat dit uit lijkt te stijgen boven de rede. Voor moderne theologen is alleen geldig wat redelijkerwijs aannemelijk gemaakt kan worden. 
Zaken als de opstanding uit de doden, de drie-eenheid van God, de verzoening door Christus zijn volgens moderne theologen niet in de rede te funderen. Moderne theologen zien deze zaken daarom veelal als latere theologische ontwikkelingen. Binnen de moderne theologie is de wijsbegeerte van Immanuel Kant het uitgangspunt voor de kennistheorie. De geschriften in de Bijbel worden historisch-kritisch gelezen. Dit heeft geleid tot een fundamenteel andere kijk op de inhoud van die Bijbelgeschriften. 
Veel zaken in de Bijbel worden door moderne theologen bestempeld als mythe of als creatief schrijverschap van de auteurs (eigen theologie van de auteur). Voor de meeste moderne theologen is de Bijbel een verzameling zeer diverse geschriften, die wel hier en daar op elkaar ingrijpen of teruggrijpen naar oudere bronnen, maar die net zo zijn ontstaan als iedere andere klassieke tekst met dezelfde processen en wetmatigheden.  De christelijke kerken hebben eeuwenlang vastgehouden aan de onfeilbaarheid en de goddelijkheid van de Bijbel (of door God 'geïnspireerde' Bijbel). Sedert de Verlichting is echter de rede dominant geworden in het wetenschappelijk onderzoek van de ontwikkeling van de geloofsleer. 
De vader van de moderne theologie in Nederland is prof. Johannes Henricus Scholten (1811-1885). Zijn leerling Conrad Busken Huet populariseerde de moderne bijbelwetenschappelijke inzichten, door middel van zijn geruchtmakende Brieven over den Bijbel (1857-1858). Huidige moderne theologen zijn Harry Kuitert en, in mindere mate, Hendrikus Berkhof. Het grote werk van Berkhof Christelijk Geloof (1973) geeft een overzicht van de huidige stand van theologiebeoefening, geschoeid op modern theologische leest. Andere voorbeelden zijn de Duitse theoloog Eugen Drewermann, die het geloof vanuit een psychologische invalshoek benadert en de elementen van het christelijke geloof duidt als symbolen, niet als openbaring; de Amerikaanse theoloog Burton Mack beschouwt  het Nieuwe Testament als het eindproduct van een eeuwenlange ontwikkeling van creatief schrijverschap, dat alleen begrepen kan worden vanuit de omstandigheden en de denkwerelden van de auteurs zelf. 
De tekstkritische benadering wordt sinds enige decennia ook gedeeld door verschillende kerken (o.a. de Rooms-Katholieke Kerk), waarbij het onderzoek zich richt op het enerzijds identificeren van elementen die voortvloeien uit de tijdgebonden literaire productie en anderzijds elementen, die eigen zijn aan de openbaring. Een tekstkritische benadering die rekening houdt met de culturele omstandigheden ten tijde van het ontstaan van de Bijbel en andere kerkelijke geschriften leidt niet automatisch tot dezelfde standpunten die door de moderne theologie worden ingenomen.